# Єдера-де-Жос
Єдера-де-Жос (рум. Iedera de Jos) — село у повіті Димбовіца в Румунії. Адміністративний центр комуни Єдера.
Село розташоване на відстані 74 км на північний захід від Бухареста, 18 км на північний схід від Тирговіште, 69 км на південь від Брашова.

## Населення
За даними перепису населення 2002 року у селі проживали 1582 особи, з них 1581 особа (99,9%) румунів. Усі жителі села рідною мовою назвали румунську.